# Торт Убе
Торт Убе — традиційний філіппінський шифоновий торт або бісквіт, приготований з убе халая (пюре з фіолетового ямсу). Він яскраво-фіолетового коліру, як і більшість страв, приготованих з убе на Філіппінах.

## Підготовка
Торт Убе зазвичай готується ідентично мамону (шифонові торти та бісквіти у філіппінській кухні), але з додаванням до інгредієнтів розтертого фіолетового ямсу. Зазвичай його виготовляють із борошна, яєць, цукру, солі, розпушувача, ванілі, олії, молока та вершкового каменю. Отриманий торт виходить рожевого чи фіолетового кольору (залежно від кількості убе) і трохи щільніший та вологіший, ніж звичайні шифонові торти.
Торт Убе, як правило, містить збиті вершки, вершковий сир або масляний крем, який також може бути араматизованим убе або кокосовим горіхом.

## Варіації

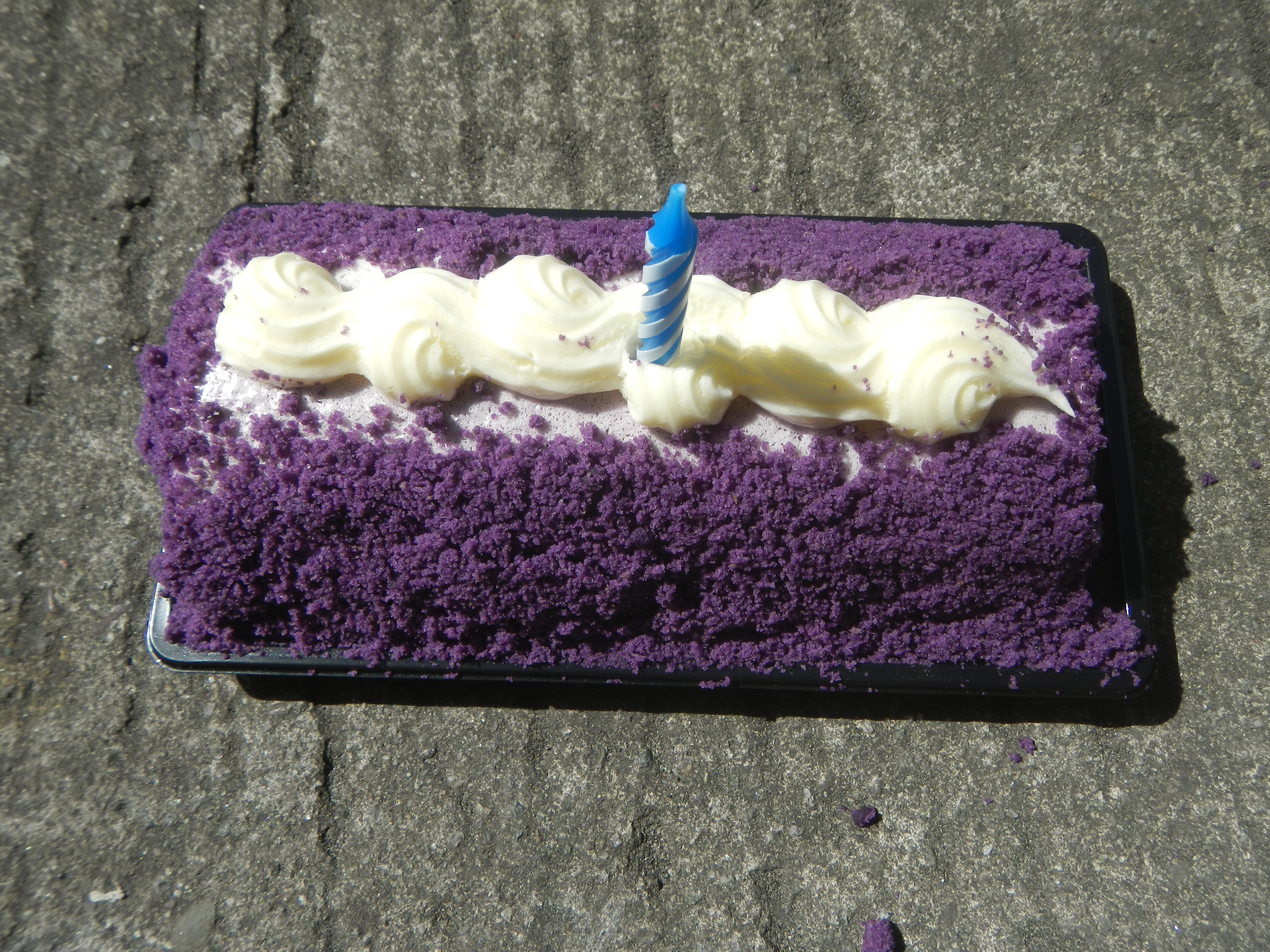
Убе Ролл

Як і мамон, торт убе можна легко модифікувати в інші рецепти.

### Торт Убе Макапуно
Поєднання убе та макапуно (сорт кокоса ) є традиційним для убе халая у філіппінській кухні, і воно також стосується тортів убе. Торт Убе Макапуно — це в основному просто торт Ube із желатиновими смужками макапуно, накладеними зверху.
Інші комбінації торта Убе включають торт Убе Пандан  та торт Убе Лече Флан.

### Убе мамон
Убе мамон або уббе кекси — тістечка убе, випікані у формі великих кексів, що є традиційною формою філіппінських шифонових тортів.

### Убе Ролл
Убе Ролл або Убе піаноно — варіант убе торта, виготовлений у швейцарському роллі (відомий як піаноно на Філіппінах). Зазвичай він має начинку для убе, виготовлену з маслом, цукром, молоком та пюре. Дуже подібним десертом, приготованим з безе замість шифону або бісквіта, є Бразо де убе, що є більш точним варіантом Бразо де мерседес.

### Убе тайсан
Убе тайсан — версія торта убе, приготованого як традиційний філіппінський торт тайсан. Як і тайсан, він прямокутної форми і не матовий, а покритий сиром та білим цукром.